# Nøgenøjet kakadu
Nøgenøjet kakadu (latin: Cacatua sanguinea) er en fugl i familien kakaduer, der lever i Australien.